# Puydarrieux
Puydarrieux è un comune francese di 227 abitanti situato nel dipartimento degli Alti Pirenei nella regione dell'Occitania.

## Società

### Evoluzione demografica
Abitanti censiti